# Las Khorey
Las Khorey est une commune au nord de la région de Sanaag, province du Puntland en Somalie.

## Histoire

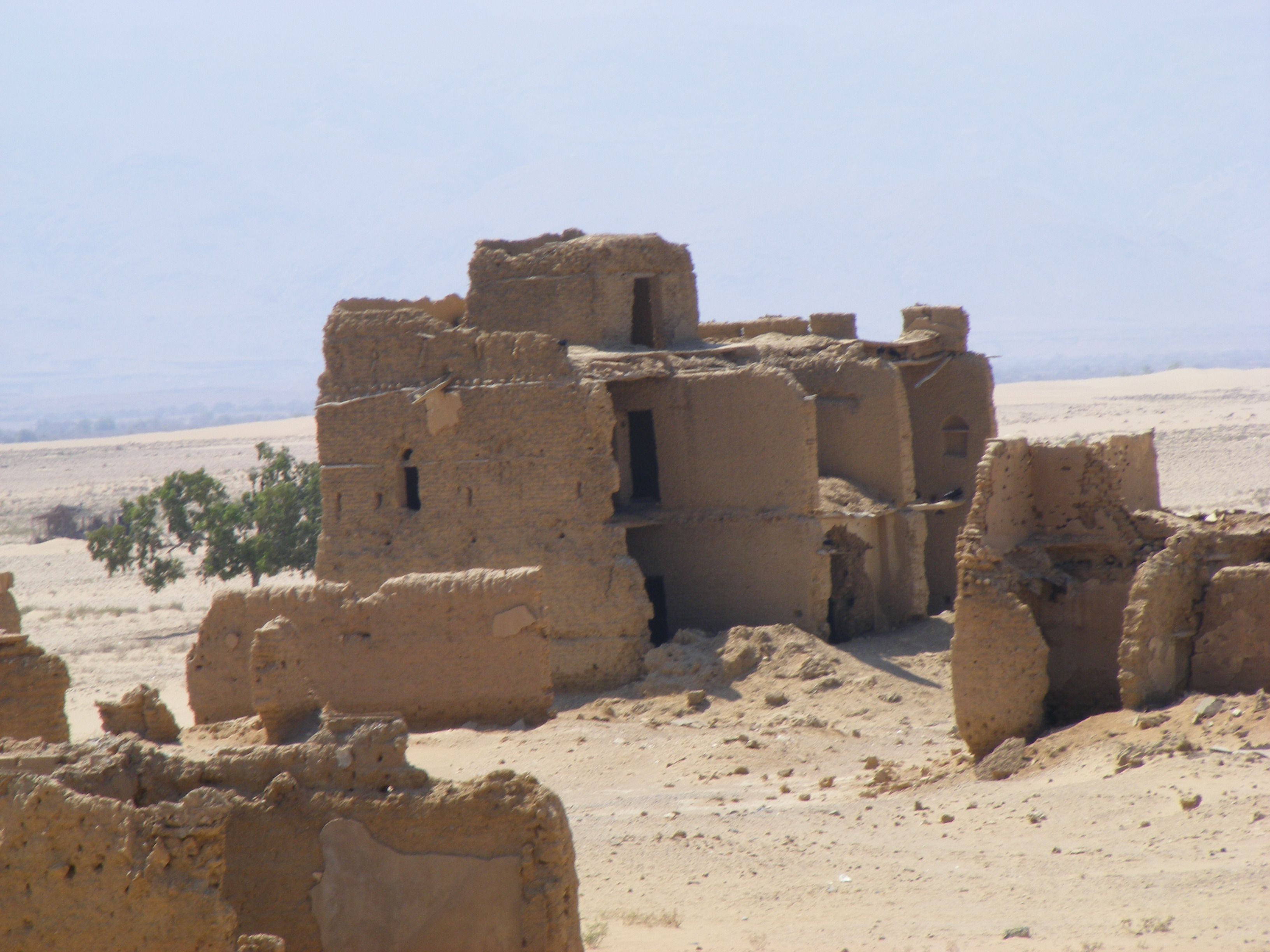
Ruines du Sultanat de Warsangali à Las Khorey.